# An Angel Named Billy
An Angel Named Billy je americký hraný film z roku 2007, který režíroval Greg Osborne podle vlastního scénáře. Film zachycuje osudy mladíka, který uteče z domova do Los Angeles, aby zde začal nový život. Snímek měl světovou premiéru 6. července 2007 v Budapešti na filmové přehlídce L.M.B.T. Fesztivál.

## Děj
Billy a jeho mladší bratr Zack žijí po rozvodu rodičů se svým otcem, který propadá alkoholismu a náboženskému fanatismu. Billy je rozhodnutý odejít z domu. Když otec přistihne Billyho, jak se líbá se svým nejlepším kamarádem Rickem, dojde k hádce. Při ní otec vyhodí Billyho z domu a ten se vydá na cestu do Los Angeles. Zde se zcela bez zázemí a peněz seznámí v kavárně s číšníkem Guyem, který mu poskytne přístřeší, než si Billy najde práci. Billy zareaguje na inzerát, který najde v kavárně. James hledá ošetřovatele pro svého otce Marka, který zůstal částečně ochrnutý po mozkové příhodě. James pracuje jako umělecký fotograf a je gay. Mark si dělá starosti, že si nenajde přítele. Oběma vypomáhá rodinný přítel Thomas, jinak též drag queen. Když se Bill přijde představit, je přijat jako výpomoc Markovi. James se do Billyho zamiluje a Billy poznává novou rodinu a přátele.

## Obsazení
| Dustin Belt            | Billy  |
| Hank Fields            | James  |
| Allison Fleming        | Donna  |
| Buddy Daniels Friedman | Thomas |
| Kadyr Gutierrez        | Guy    |
| Amy Lyndon             | Nancy  |
| Brent Battles          | Todd   |
| Shawn Richardson       | Rick   |
| Matt Prokop            | Zack   |